# Championnats de France de ski alpin des jeunes
Les Championnats de France de ski alpin des jeunes sont une compétition organisée par la Fédération française de ski (FFS).

## Organisation - Historique
La FFS organise chaque année les championnats de France de ski des jeunes dans 4 catégories d'âge, pour les garçons et les filles, et pour chaque discipline du ski (slalom, géant, etc ..).
Ces 4 catégories d'âge, créées en 2013 sont :
- U21 (ou juniors) : 21 ans maximum dans l'année
- U18 (ou cadet(te)s) : 18 ans maximum dans l'année
- U16 (ou minimes) : 16 ans maximum dans l'année
- U14 (ou benjamin(e)s) : 14 ans maximum dans l'année

Ces catégories ont pris la suite des 4 catégories qui existaient jusqu'en 2012 (toutes décalées d’une année) :
- Juniors : 20 ans maximum dans l'année
- Cadet(te)s : 17 ans maximum dans l'année
- Minimes : 15 ans maximum dans l'année
- Benjamin(e)s : 13 ans maximum dans l'année

Ces quatre dernières catégories ont elles-mêmes concerné des tranches d'âge qui ont aussi évolué avant 2012. Ainsi, les tranches d'âge de la catégorie Juniors ont été :
- de ? (avant 1982) à 1988 : 18 ans maximum dans l'année
- de 1989 à 1997 : 19 ans maximum dans l'année
- de 1998 à 2012 : 20 ans maximum dans l'année

Chaque titre se dispute sur une épreuve unique, vers la fin de la saison. 
Pour la catégorie U21/Juniors, les titres sont aujourd'hui décernés  à l'issue des courses des championnats de France Elite (qui regroupent les meilleurs français de tous les âges). Dans le passé cette catégorie a eu des courses spécifiques ou regroupées avec les U18/Cadet(e)s.
Pour la catégorie U18/Cadet(te)s, les titres ont été décernés  soit à l'issue des courses des championnats de France Elite, soit sur des courses spécifiques ou regroupées aves les U21/Juniors ou encore avec les U16/Minimes. 
Pour la catégorie U16/Minimes, les titres ont été décernés soit à l'issue de courses spécifiques ou regroupées aves les U18/Cadets.
Pour la catégorie U14/Benjamin(e)s, les titres ont toujours été décernés à l'issue de courses spécifiques.
Les disciplines alpines dans lesquelles les titres sont décernés sont fonction des catégories d'êge :
- U21/Juniors et U18/Cadet(te)s : descente, super G, slalom géant, slalom, combiné (certaines années)
- U16/Minimes : super G, slalom géant, slalom, combiné (certaines années) et slalom parallèle (à partir de 2019)
- U14/Benjamin(e)s : super G, slalom géant, slalom, slalom parallèle (à partir de 2021), combi-race[1] et combi-saut[2] (jusqu'en 2014)

Les modes de sélection sont éditées par la FFS ,,. Les skieurs étrangers qui participent éventuellement aux courses des championnats de France des jeunes , ne sont pas intégrés dans les classements spécifiques des championnats de France. Des médailles d'or, d'argent et de bronze sont décernées aux trois premiers de chaque épreuve.
Chaque édition des championnats U16/Minimes et U14/Benjamin(e)s est numérotée par la FFS. La 1re édition des championnats U16/Minimes s'est déroulée en 1996, et celle des U14/Benjamin(e)s en 2008. Les championnats Juniors et Cadet(te)s sont antérieurs.
En 2020, l'ensemble des épreuves des championnats a été annulé en raison de l’arrêt des compétitions de ski dû à la pandémie de maladie à coronavirus, à l'exception de 3 épreuves des championnats de France U14.
En 2021, en raison de la fermeture des stations à cause de la pandémie de Covid-19, les championnats de France U14 et U16 sont annulés.

## Palmarès
Les données manquantes sont à compléter.

### Garçons

#### U21/Juniors
| Année                     | Station                                      | Descente              | Super-G             | Slalom géant          | Slalom                   | Combiné            |
| Juniors (moins de 20 ans) |                                              |                       |                     |                       |                          |                    |
| 2003                      | Megève / Le Grand Bornand / La Clusaz        | Quentin Simond        | Steve Blanc         | Gregory Roux-Vollon   | Thomas Mermillod-Blondin |                    |
| 2004                      | Mégève / Val d'Isère / Valloire              | Adrien Théaux         | Adrien Théaux       | Thomas Frey           | Jean-Baptiste Grange     |                    |
| 2005                      | Mégève / Chamonix                            | Guillermo Fayed       | Gregory Roux-Vollon | Gregory Roux-Vollon   | Alexandre Bouillot       |                    |
| 2006                      | Mégève / Châtel/Courchevel                   | Maxime Tissot         | Fabien Rigole       | Gabriel Rivas         | Maxime Tissot            |                    |
| 2007                      | Mégève /Val d'Isère / Val Thorens / Les Arcs | Antoine Bossert       | Roman Schmutz       | Samy Blanc            | Cédric Roger             |                    |
| 2008                      | Megève / Lélex / Les Angles                  | Brice Roger           | Maxence Muzaton     | Nicolas Thoule        | François Place           |                    |
| 2009                      | Méribel / Les Menuires / Val Thorens         | Arnaud Dunand         | Mathieu Faivre      | Alexis Pinturault     | François Place           | Mathieu Faivre     |
| 2010                      | Auron / Les Houches / Chamonix               | Arnaud Dunand         | Maxence Muzaton     | Mathieu Faivre        | Mathieu Faivre           | Nicolas Thoule     |
| 2011                      | Tignes / Méribel / Mont-Dore                 | Blaise Giezendanner   | Maël Courbis        | Alexis Pinturault     | Alexis Pinturault        | Brice Roger        |
| 2012                      | Alpe d'Huez                                  | Valentin Giraud Moine | Roy Piccard         | Mathieu Faivre        | Rudy Castellon           |                    |
| U21 (moins de 21 ans)     |                                              |                       |                     |                       |                          |                    |
| 2013                      | Peyragudes / Serre-Chevalier                 | Valentin Giraud Moine | Cyprien Sarrazin    | Valentin Giraud Moine | Maxime Rizzo             |                    |
| 2014                      | Méribel / Les Arcs                           | Matthieu Bailet       | Hugo Géraci         | Elie Gateau           | Thibaut Favrot           | Elie Gateau        |
| 2015                      | Serre-Chevalier                              | annulée               | Victor Schuller     | Elie Gateau           | Clément Noël             |                    |
| 2016                      | Les Menuires                                 | Matthieu Bailet       | Matthieu Bailet     | Victor Guillot        | Clément Noël             | Rémy Falgoux       |
| 2017                      | Val Thorens / Léléx                          | annulée               | Matthieu Bailet     | Matthieu Bailet       | Clément Noël             | Matthieu Bailet    |
| 2018                      | Châtel                                       | Ken Caillot           | Florian Loriot      | Clément Noël          | Théo Letitre             | Florian Loriot     |
| 2019                      | Auron / Isola 2000                           | Ken Caillot           | Sacha Fivel         | Léo Anguenot          | Paco Rassat              | Louis Tuaire       |
| 2020                      | annulés                                      | annulés               | annulés             | annulés               | annulés                  | annulés            |
| 2021                      | Châtel / Saint-Jean-d'Aulps / Les Gets       | Léo Ducros            | Diego Orecchioni    | Diego Orecchioni      | Diego Orecchioni         | Augustin Bianchini |
| 2022                      | Auron / Isola 2000                           | Léo Ducros            | Léo Ducros          | Léo Coppel            | Steven Amiez             | Léo Ducros         |
| 2023                      | Les Orres / Val Thorens                      | Edgar Meyer           | Edgar Meyer         | Lio Baraldi           | Baptiste Sambuis         | Antoine Azzolin    |
| 2024                      | Megève                                       | annulé                | annulé              | Lio Baraldi           | Antoine Azzolin          | -                  |
| 2025                      | Méribel                                      | Thomas Chaix          | Thomas Chaix        | Charlie Woodbridge    | Flavio Vitale            |                    |

#### U18/Cadets
| Année                    | Station                                      | Descente                | Super-G            | Slalom géant          | Slalom                 | Combiné            |
| Cadets (moins de 17 ans) |                                              |                         |                    |                       |                        |                    |
| 1973                     | Barèges                                      |                         |                    |                       | Jean-Jack Bertrand     |                    |
| 2003                     | Le Grand Bornand / La Clusaz                 |                         |                    | Paul Paquin           | Paul Paquin            |                    |
| 2004                     | Mégève / Valloire                            | Fabien Rigole           | Fabien Rigole      | Samy Blanc            | Charles Perrier        |                    |
| 2005                     | Les Carroz d'Arâches                         |                         |                    | Norman Blanc          | Norman Blanc           |                    |
| 2006                     | Mégève / Châtel / Courchevel                 | Hugo Thum               | Hugo Thum          | Dylan Stary           | François Place         |                    |
| 2007                     | Val d'Isère / Val Thorens                    | Nicolas Thoule          | Alexandre Pasquier | Nicolas Thoule        | Nicolas Thoule         |                    |
| 2008                     | Megève / Lélex / Les Angles                  | Gerome Favre Margot     | Alexis Pinturault  | Mathieu Faivre        | Alexis Pinturault      |                    |
| 2009                     | Méribel / La Clusaz / Le Grand Bornand       | Mathieu Faivre          | Mathieu Faivre     | Valentin Giraud Moine | Mathieu Faivre         | Mathieu Faivre     |
| 2010                     | Pra Loup                                     | Arnaud Dunand           | Nils Allègre       | Antoine Galand Noe    | Roy Piccard            | Max Curtil         |
| 2011                     | Tignes / Sainte-Foy-Tarentaise / Piau-Engaly | Nils Allègre            | Nils Allègre       | Cyprien Sarrazin      | Guilaume Bailly-Salins | Antoine Galand Noe |
| 2012                     | Auron                                        | Franck Berla            | Thomas Nantermoz   | Paul Perrier          | Matthieu Bailet        |                    |
| U18 (moins de 18 ans)    |                                              |                         |                    |                       |                        |                    |
| 2013                     | Peyragudes / Serre-Chevalier / Courchevel    | Matthieu Bailet         | Victor Schuller    | Elie Gateau           | Leny Herpin            |                    |
| 2014                     | Méribel / Les Arcs                           | Matthieu Bailet         | Hugo Géraci        | Matthieu Bailet       | Hugo Géraci            | Matthieu Bailet    |
| 2015                     | Val Thorens / La Clusaz / Arêches            | Evan Klufts             | Evan Klufts        | Clément Noël          | Clément Noël           | Adrien Masson      |
| 2016                     | Mégève / Léléx                               | Sacha Fivel             | Baptiste Silvestre | Léo Anguenot          | Léo Anguenot           | Baptiste Silvestre |
| 2017                     | Mégève / La Clusaz / Le Grand Bornand        | Louis Tuaire            | Louis Tuaire       | Augustin Bianchini    | Théo Lopez             | Louis Tuaire       |
| 2018                     | Tignes                                       | Augustin Bianchini      | Augustin Bianchini | Augustin Bianchini    | Matteo Pogneaux        | Diego Orecchioni   |
| 2019                     | Les Orres                                    | Léo Ducros              | Nils Varcin        | Thomas Lardon         | Thomas Lardon          | Nils Varcin        |
| 2020                     | annulés                                      | annulés                 | annulés            | annulés               | annulés                | annulés            |
| 2021                     | Châtel / Saint-Jean-d'Aulps / Les Gets       | Alban Elezi Cannaferina | Edgar Meyer        | Léo Coppel            | Jules Llorach          | Edgar Meyer        |
| 2022                     | Mégève / Saint-Gervais / Chamonix            | Evan Stolear            | Augustin Berthet   | Flavio Vitale         | Flavio Vitale          | Evan Stolear       |
| 2023                     | Les Orres / Val Thorens                      | Tommy Houhou Dunand     | Emile Baur         | Flavio Vitale         | Pierre-Antoine Damevin | Flavio Vitale      |
| 2024                     | Courchevel                                   | annulé                  | Nash Huot-Marchand | Victor Haghighat      | Victor Haghighat       |                    |
| 2025                     | Méribel / Les Menuires                       | Victor Haghighat        | Victor Haghighat   | Noa Barnoin           | Victor Haghighat       |                    |

#### U16/Minimes
| Année                     | Station                       | Super-G                                           | Slalom géant            | Slalom              | Combiné             | Parallèle          |
| Minimes (moins de 15 ans) |                               |                                                   |                         |                     |                     |                    |
| 2004                      | Courchevel                    | Benoît Gonet                                      | Nicolas Piorkowski      | Norman Blanc        |                     |                    |
| 2005                      | Flaine                        | Nicolas Thoule                                    | Bjorn Tuaz              | Nicolas Thoule      |                     |                    |
| 2006                      | Les Menuires / Val Thorens    | Antoine Marical                                   | Maxime Delaye           | Rolland Mathias     | Rolland Mathias     |                    |
| 2007                      | Auron / Isola 2000            | Mathieu Faivre                                    | Mathieu Faivre          | Quentin Gonzalez    | Valentin Bon Betend |                    |
| 2008                      | Val Thorens                   | François Marquet                                  | Dimitri Bertrand        | Camille Verrier     | Robin Champiot      |                    |
| 2009                      | Les Arcs                      | Antoine Galand Noe                                | Antoine Galand Noe      | Antoine Galand Noe  | Antoine Galand Noe  |                    |
| 2010                      | La Clusaz                     | Thibaut Gauthier                                  | Arthur Varvenne         | Hugo Geraci         | Elie Gateau         |                    |
| 2011                      | Serre-Chevalier / Montgenèvre | Hugo Geraci                                       | Hugo Geraci             | Clément Noël        | Romain Vergnaud     |                    |
| 2012                      | Val d'Isère                   | Martin Agnellet                                   | Clément Noël            | Romeo Tracqui       | Romeo Tracqui       |                    |
| U16 (moins de 16 ans)     |                               |                                                   |                         |                     |                     |                    |
| 2013                      | Méribel / Les Menuires        | Mathieu Loriot                                    | Sam Alphand             | Lucas Perrier       | Andres Sebastien    |                    |
| 2014                      | Auron                         | Thibault Fouques                                  | Thibault Fouques        | Jérémie Lagier      |                     |                    |
| 2015                      | Courchevel                    | Victor Besson                                     | Loévan Parand           | Louis Schiele       |                     |                    |
| 2016                      | Font-Romeu                    | Augustin Bianchini                                | Hugo Desgrippes         | Théo Lopez          |                     |                    |
| 2017                      | Les Orres                     | Pablo Banfi                                       | Jules Baur              | Thomas Lardon       |                     |                    |
| 2018                      | Auron                         | Charles Gamel Seigneur                            | Benjamin Hoareau        | Loan Boissy         |                     |                    |
| 2019                      | Mégève                        | Rouslan Zaisser Lacroix / Alban Elezi Cannaferina | Alban Elezi Cannaferina | Paul Silvestre      |                     |                    |
| 2020                      | annulés                       | annulés                                           | annulés                 | annulés             | annulés             | annulés            |
| 2021                      | annulés                       | annulés                                           | annulés                 | annulés             | annulés             | annulés            |
| 2022                      | Morzine                       | Nash Huot-Marchand                                | Nash Huot-Marchand      | annulé              | -                   | Nash Huot-Marchand |
| 2023                      | Val Thorens / Les Menuires    | Victor Haghighat                                  | Sacha Fragassi          | Damien Fink         | -                   | Louis Trey-Dassain |
| 2024                      | Auron                         | -                                                 | Nolan Brusco            | Hamish Blyth        | -                   | -                  |
| 2025                      | Tignes / Courchevel           | Andreas Vila                                      | Lucas Quezel Ambrunaz   | Paul Ferrari Poquet |                     | -                  |

#### U14/Benjamins
| Année                       | Station                                           | Super-G                 | Slalom géant           | Slalom                  | Combi-race        | Combi-saut       |
| Benjamins (moins de 13 ans) |                                                   |                         |                        |                         |                   |                  |
| 2008                        | Châtel                                            | Raphël Socquet Juglard  | Elie Gateau            | Robin Boulloud          | Yann Frick Mehdi  |                  |
| 2009                        | Les Menuires                                      | Daron Piccard           | Jules Socie            | Hugo Geraci             | Baptiste Arnaud   |                  |
| 2010                        | Les Houches / Chamonix                            | Sam Alphand             | Louis Ravanel          | Clément Noël            | Sam Alphand       | Evan Klufts      |
| 2011                        | Auron                                             | Adrien Talotta          | Thibault Fouques       | Victor Besson           | Thibault Fouques  | Valentin Montoya |
| 2012                        | Alpe d'Huez                                       | Corentin Lorin          | Victor Besson          | Lauric Convert          | Thomas Engilberge |                  |
| U14 (moins de 14 ans)       |                                                   |                         |                        |                         |                   |                  |
| 2013                        | Serre-Chevalier / Briançon                        | Victor Gaydon Curtillet | Victor Besson          | Clément Guillot         |                   |                  |
| 2014                        | Mégève / Courchevel                               | Romain Gauthier         | Diego Orecchioni       | Théo Lopez              |                   | Samy Payot       |
| 2015                        | Auron / Grand Bornand                             | Jules Baur              | Thomas Lardon          | Jules Baur              |                   |                  |
| 2016                        | Risoul                                            | Victor Bessière         | Benjamin Hoareau       | Baptiste Sambuis        |                   |                  |
| 2017                        | Isola 2000                                        | Tino Bich               | Tino Bich              | Alban Elezi Cannaferina |                   |                  |
| 2018                        | Peyragudes                                        | Norick Polchi           | Martin Christ          | Norick Polchi           |                   |                  |
| 2019                        | Les Menuires                                      | Gaby Chevaucher         | Antoine Damevin Pierre | Antoine Damevin Pierre  |                   |                  |
| 2020                        | Morzine-Avoriaz                                   | annulé                  | annulé                 | Axel Gravier            |                   |                  |
| 2021                        | annulés                                           | annulés                 | annulés                | annulés                 | annulés           | annulés          |
| 2022                        | Arêches / Notre-Dame-de-Bellecombe / Crest-Voland | Noah Edde               | Aloïs Lefranc          | Aloïs Lefranc           |                   |                  |
| 2023                        | Isola 2000                                        |                         | Nolan Brusco           | Olivier Balmat          |                   |                  |
| 2024                        | Méribel                                           | Jules Dufour Drai       | Jules Dufour Drai      | Clément Desrues         |                   |                  |
| 2025                        | Serre Chevalier / Montgenèvre                     | Diego Truchet           | Paulin Gaillard        | Zakari Joubert          |                   |                  |

### Filles

#### U21/Juniors
| Année                     | Station                                | Descente                     | Super-G               | Slalom géant          | Slalom                | Combiné              |
| Juniors (moins de 20 ans) |                                        |                              |                       |                       |                       |                      |
| 2003                      | Les Menuires                           | Marie Marchand-Arvier        | Marie Aufranc         | Marie Marchand-Arvier | Marie Marchand-Arvier |                      |
| 2004                      | Flaine                                 | Marie Aufranc                | Marie Marchand-Arvier | Celia Rolet           | Marie Marchand-Arvier |                      |
| 2005                      | Alpe d'Huez / Val d'Isère              | Anne-Sophie Barthet          | Aurélie Revillet      | Corinne Anselmet      | Anne-Sophie Barthet   |                      |
| 2006                      | Courchevel / Villard-de-Lans           | Aurélie Revillet             | Olivia Bertrand       | Anne-Sophie Barthet   | Nastasia Noens        |                      |
| 2007                      | Tignes / Val d'Isère / Tignes          | Anne-Sophie Barthet          | Aude Aguilaniu        | Anne-Sophie Barthet   | Anne-Sophie Barthet   |                      |
| 2008                      | Auron / Isola 2000                     | Margot Bailet                | Marine Gauthier       | Tessa Worley          | Tessa Worley          | Margot Bailet        |
| 2009                      | Megève / Lélex / Vars                  | Jéromine Géroudet            | Olivia Bertrand       | Tessa Worley          | Tessa Worley          | Jéromine Géroudet    |
| 2010                      | Les Menuires                           | Marine Gauthier              | Jéromine Géroudet     | Adeline Baud          | Jéromine Geroudet     | Jéromine Geroudet    |
| 2011                      | Tignes / Mont-Dore                     | Adeline Baud                 | Jennifer Piot         | Adeline Baud          | Estelle Alphand       | Adeline Baud         |
| 2012                      | Alpe d'Huez                            | Estelle Alphand              | Romane Miradoli       | Clara Direz           | Romane Miradoli       | Estelle Alphand      |
| U21 (moins de 21 ans)     |                                        |                              |                       |                       |                       |                      |
| 2013                      | Peyragudes / Serre-Chevalier           | Jennifer Piot                | Jennifer Piot         | Clara Direz           | Joséphine Forni       |                      |
| 2014                      | Méribel                                | annulée                      | annulé                | Romane Miradoli       | Lucie Piccard         |                      |
| 2015                      | Serre-Chevalier / Tignes               | Anouk Bessy                  | Anouk Bessy           | Clara Direz           | Clara Direz           |                      |
| 2016                      | Les Menuires                           | Noémie Larrouy / Anouk Bessy | Laura Gauché          | Clara Direz           | Clara Direz           |                      |
| 2017                      | Tignes / Val Thorens / Léléx           | Esther Paslier               | Esther Paslier        | Jade Grillet-Aubert   | Tifany Roux           | Esther Paslier       |
| 2018                      | Châtel                                 | Esther Paslier               | Esther Paslier        | Doriane Escané        | Karen Smadja-Clément  |                      |
| 2019                      | Auron / Isola 2000                     | Madeleine Chirat             | Karen Smadja-Clément  | Camille Cerutti       | Clara Pijolet         |                      |
| 2020                      | annulés                                | annulés                      | annulés               | annulés               | annulés               | annulés              |
| 2021                      | Châtel / Saint-Jean-d'Aulps / Les Gets | Loïs Abouly                  | Marion Chevrier       | Axelle Chevrier       | Caitlin McFarlane     | Laurine Lugon Moulin |
| 2022                      | Auron                                  | Marion Chevrier              | Loïs Abouly           | Alizée Dahon          | Marie Lamure          | Clarisse Brèche      |
| 2023                      | Les Orres                              | Garance Meyer                | June Brand            | Caitlin McFarlane     | Chiara Pogneaux       | -                    |
| 2024                      | Avoriaz/ Megève                        | annulée                      | Garance Meyer         | June Brand            | Annabel Jallat        | -                    |
| 2025                      | Méribel                                | Garance Meyer                | Emy Charbonnier       | June Brand            | Emy Charbonnier       | -                    |

#### U18/Cadettes
| Année                      | Station                                           | Descente              | Super-G            | Slalom géant      | Slalom             | Combiné          |
| Cadettes (moins de 17 ans) |                                                   |                       |                    |                   |                    |                  |
| 2004                       | Méribel                                           | Elodie Ruhin          |                    |                   |                    |                  |
| 2005                       | Alpe d'Huez / Val d'Isère / Les Carroz d'Arâches  | Anne-Sophie Barthet   | Nastasia Noens     | Anémone Marmottan | Aude Aguilaniu     |                  |
| 2006                       | Courchevel / Lélex                                | Olivia Bertrand       | Olivia Bertrand    | Caroline Pernet   | Jéromine Géroudet  |                  |
| 2007                       | Val d'Isère / Tignes / Les Menuires / Montgenèvre | Coralie Frasse Sombet | Marine Gauthier    | Margot Bailet     | Margot Bailet      |                  |
| 2008                       | Auron / Valberg                                   | Aurélie Marchand      | Marie Massios      | Morane Sandraz    | Aurore Mary        | Aurélie Marchand |
| 2009                       | Mègève / Le Grand Bornand / La Clusaz             | Jennifer Piot         | Charlotte Chedal   | Camille Perret    | Elise Hallant      | Jennifer Piot    |
| 2010                       | Les Menuires / Pra Loup                           | Romane Miradoli       | Romane Miradoli    | Romane Miradoli   | Laurie Moncenix    | Tiffany Gauthier |
| 2011                       | Tignes / Mont-Dore / Piau-Engaly                  | Estelle Alphand       | Estelle Alphand    | Estelle Alphand   | Estelle Alphand    | Romane Miradoli  |
| 2012                       | Alpe d'Huez                                       | Estelle Alphand       | Estelle Alphand    | Clara Direz       | Loraine Tissier    | Estelle Alphand  |
| U18 (moins de 18 ans)      |                                                   |                       |                    |                   |                    |                  |
| 2013                       | Peyragudes / Serre-Chevalier                      | Estelle Alphand       | Estelle Alphand    | Clara Direz       | Melanie Dalmasso   |                  |
| 2014                       | Méribel                                           | annulée               | annulé             | Léa Chapuis       | Anne-Solène Bregou |                  |
| 2015                       | Serre-Chevalier / Tignes                          | Tifany Roux           | Tifany Roux        | Tifany Roux       | Marion Etievent    |                  |
| 2016                       | Les Menuires / Léléx                              | Madeleine Chirat      | Camille Cerutti    | Doriane Escané    | Doriane Escané     |                  |
| 2017                       | Tignes / Les Orres / Val Thorens                  | Schonna Penasa        | Doriane Escané     | Doriane Escané    | Doriane Escané     | Doriane Escané   |
| 2018                       | Châtel / Auron                                    | Erika Cantele         | Lara Bertholin     | Louison Accambray | Chiara Pogneaux    |                  |
| 2019                       | Auron / Méribel                                   | Marion Chevrier       | Clarisse Brèche    | Louison Accambray | Marie Lamure       |                  |
| 2020                       | annulés                                           | annulés               | annulés            | annulés           | annulés            | annulés          |
| 2021                       | Châtel / Saint-Jean-d'Aulps / Les Gets            | Paola Orecchioni      | Garance Meyer      | Paola Orecchioni  | Raphaëlle Vial     | Garance Meyer    |
| 2022                       | Auron                                             | Garance Meyer         | Garance Meyer      | Garance Meyer     | Garance Meyer      | Garance Meyer    |
| 2023                       | Mégève / Les Orres/Les Menuires                   | Emy Charbonnier       | June Brand         | June Brand        | Emy Charbonnier    | -                |
| 2024                       | Courchevel                                        | annulé                | Sara Testut-G'Styr | Clarisse Vulliez  | Ilona Charbotel    |                  |
| 2025                       | Méribel / Les Menuires                            | Margaux Seitz         | Margaux Seitz      | Ruby Brown        | Margot Simond      |                  |

#### U16/Minimes
| Année                     | Station                       | Super-G                  | Slalom géant                        | Slalom             | Combiné         | Parallèle          |
| Minimes (moins de 15 ans) |                               |                          |                                     |                    |                 |                    |
| 2004                      | Courchevel                    | Olivia Bertrand          | Olivia Bertrand                     | Olivia Bertrand    |                 |                    |
| 2005                      | Flaine                        | Marine Gauthier          | Emilie Tavernier                    | Jéromine Géroudet  |                 |                    |
| 2006                      | Val Thorens                   |                          | Coralie Frasse Sombet               | Lise Margueron     |                 |                    |
| 2007                      | Auron / Isola 2000            | Adeline Baud             | Aurélie Marchand                    | Marie Massios      | Mathilde Blanc  |                    |
| 2008                      | Val Thorens                   | Coline Blancherd         | Sarah Macouin                       | Clémentine Boyer   | Alizée Sol      |                    |
| 2009                      | Les Arcs                      | Estelle Alphand          | Romane Miradoli                     | Estelle Alphand    | Lucie Piccard   |                    |
| 2010                      | La Clusaz                     | Estelle Alphand          | Estelle Alphand                     | Mélanie Dalmasso   | Estelle Alphand |                    |
| 2011                      | Serre-Chevalier / Montgenèvre | Aude Abondance           | Mélanie Dalmasso                    | Mélanie Dalmasso   |                 | Mélanie Dalmasso   |
| 2012                      | Val d'Isère                   | Romane Geraci            | Johanna Bœuf                        | Manon Trimaille    | Romane Geraci   |                    |
| U16 (moins de 16 ans)     |                               |                          |                                     |                    |                 |                    |
| 2013                      | Les Menuires                  | Eleonore Bernard Granger | Jade Grillet-Aubert                 | Romane Geraci      | Romane Geraci   |                    |
| 2014                      | Auron                         | Sophie Devillaz          | Camille Cerutti                     | Sophie Devillaz    |                 |                    |
| 2015                      | Courchevel                    |                          | Romane Toulouse                     | Anouck Errard      |                 |                    |
| 2016                      | Font-Romeu                    | Clarisse Brèche          | Clarisse Brèche                     | Emma Allemoz       |                 |                    |
| 2017                      | Les Orres / Léléx             | Clarisse Brèche          | Lara Bertholin                      | Marie Lamure       |                 |                    |
| 2018                      | Serre-Chevalier / Auron       | Chiara Pogneaux          | Caitlin McFarlane                   | Chiara Pogneaux    |                 |                    |
| 2019                      | Serre-Chevalier / Méribel     | Capucine Guillaume       | Marjolaine Ollier                   | Cloe Merloz        |                 |                    |
| 2020                      | annulés                       | annulés                  | annulés                             | annulés            | annulés         | annulés            |
| 2021                      | annulés                       | annulés                  | annulés                             | annulés            | annulés         | annulés            |
| 2022                      | Morzine                       | Clarisse Vulliez         | Lola Blanc                          | annulé             |                 | Fiona Acquistapace |
| 2023                      | Val Thorens / Les Menuires    | Marylou Avenel           | Victoria Herscovici                 | Ilona Charbotel    | -               | Lilou Mazet        |
| 2024                      | Auron                         | -                        | Cassandre Peizerat / Mathilde Blanc | Cassandre Peizerat | -               | -                  |
| 2025                      | Val d'Isère / Courchevel      | Hugoline Margueron       | Esthere Bouvet                      | Coline Bourgeois   |                 | -                  |

#### U14/Benjamines
| Année                        | Station                              | Super-G              | Slalom géant        | Slalom               | Combi-race       | Combi-saut       |
| Benjamines (moins de 13 ans) |                                      |                      |                     |                      |                  |                  |
| 2008                         | Châtel                               | Laura Gauché         | Estelle Alphand     | Clara Direz          | Laura Gauché     |                  |
| 2009                         | Les Menuires                         | Jessie Berthod       | Eloise Effrancey    | Eloise Effrancey     | Elora Wilhelm    |                  |
| 2010                         | Les Houches / Chamonix               | Emilia Laffin        | Tifany Roux         | Tifany Roux          | Laurie Le Louarn | Tifany Roux      |
| 2011                         | Auron                                | Karen Smadja-Clément | Angèle Vivaldo      | Doriane Escané       | Charlène Magnin  | Madeleine Chirat |
| 2012                         | Alpe d'Huez                          | Doriane Escané       | Anouck Errard       | Karen Smadja-Clément | Leana Gaden      |                  |
| U14 (moins de 14 ans)        |                                      |                      |                     |                      |                  |                  |
| 2013                         | Serre-Chevalier                      | Kelly Mouriez        | Clémentine Vivaldo  | Hemis Bonnefoy       |                  |                  |
| 2014                         | Mégève / Courchevel                  | Coline Saguez        | Clarisse Brèche     | Candice Peillex      |                  | Clarisse Brèche  |
| 2015                         | Auron                                | Chloe Périgeat       | Louison Accambray   | Louison Accambray    |                  |                  |
| 2016                         | Risoul                               | Caitlin McFarlane    | Chiara Pogneaux     | Chiara Pogneaux      |                  |                  |
| 2017                         | Isola 2000                           | Marion Jay           | Capucine Guillaume  | Lila Deloche         |                  |                  |
| 2018                         | Peyragudes                           | Claudia Garcia Lafoz | Adèle Favre Bonvin  | Saska Arnaud         |                  |                  |
| 2019                         | Les Menuires                         | Nina Guri            | Chloe Fraise        | Candice Bomberg      |                  |                  |
| 2020                         | Morzine-Avoriaz                      | annulé               | Lola Blanc          | Molly Butler         |                  |                  |
| 2021                         | annulés                              | annulés              | annulés             | annulés              | annulés          | annulés          |
| 2022                         | Arêches / Crest-Voland / Les Saisies | Lenaëlle Parand      | Charline Pelissier  | Juliette Blanc       |                  |                  |
| 2023                         | Isola 2000                           |                      | Zoé Degout          | Zoé Degout           |                  |                  |
| 2024                         | Méribel                              | Manon Gellet         | Iga Maria Kaczmarek | Juliette Papillon    |                  |                  |
| 2025                         | Serre Chevalier / Montgenèvre        | Nessa Reynard-Gaide  | Nessa Reynard-Gaide | Mina Séchaud         |                  |                  |

## Skieurs les plus titrés à partir de 2003
(en se limitant aux 5 disciplines majeures du ski alpin)

### Garçons
| Nom                | Total | De   | À    | Descente | Super-G | Slalom géant | Slalom | Combiné |
| Mathieu Faivre     | 12    | 2007 | 2012 | 1        | 3       | 4            | 2      | 2       |
| Matthieu Bailet    | 11    | 2012 | 2017 | 4        | 2       | 2            | 1      | 2       |
| Clément Noël       | 9     | 2010 | 2018 | 0        | 0       | 3            | 6      | 0       |
| Hugo Géraci        | 7     | 2009 | 2014 | 0        | 3       | 1            | 3      | 0       |
| Nicolas Thoule     | 7     | 2005 | 2010 | 1        | 1       | 2            | 2      | 1       |
| Augustin Bianchini | 6     | 2016 | 2021 | 1        | 2       | 2            | 0      | 1       |
| Antoine Galand Noe | 6     | 2009 | 2011 | 1        | 1       | 1            | 2      | 1       |
| Elie Gateau        | 6     | 2008 | 2015 | 0        | 0       | 4            | 0      | 2       |
| Victor Haghighat   | 6     | 2023 | 2025 | 1        | 2       | 1            | 2      | 0       |
| Léo Ducros         | 5     | 2019 | 2022 | 3        | 1       | 0            | 0      | 1       |
| Diego Orecchioni   | 5     | 2014 | 2021 | 0        | 1       | 2            | 1      | 1       |
| Alexis Pinturault  | 5     | 2008 | 2011 | 0        | 1       | 2            | 2      | 0       |
| Flavio Vitale      | 5     | 2022 | 2025 | 0        | 0       | 2            | 2      | 1       |

Avec 12 titres, Mathieu Faivre possède le plus grand nombre de titres de Champion de France (des jeunes), suivi par Matthieu Bailet avec 11 titres. Ils ont tous les deux remporté au moins un titre dans chacune des 5 spécialités. Nicolas Thoule et Antoine Galand Noe ont aussi réussi à remporter un titre dans chaque discipline.
Clément Noël a remporté le plus grand nombre d'épreuves dans une même discipline, avec ses 6 victoires en slalom. Il est le seul à avoir remporté le titre d'une spécialité (le slalom) dans chacune des 4 catégories d'âge (benjamins, minimes, cadets et juniors). Enfin, il est le seul à avoir remporté 3 fois le titre d'une discipline dans la même catégorie d'âge : le slalom en juniors de 2015 à 2017.

### Filles
| Nom                   | Total | De   | À    | Descente | Super-G | Slalom géant | Slalom | Combiné |
| Estelle Alphand       | 18    | 2008 | 2013 | 4        | 5       | 3            | 3      | 3       |
| Garance Meyer         | 10    | 2021 | 2025 | 3        | 3       | 1            | 1      | 2       |
| Clara Direz           | 9     | 2008 | 2016 | 0        | 0       | 6            | 3      | 0       |
| Doriane Escané        | 9     | 2011 | 2018 | 0        | 3       | 2            | 3      | 1       |
| Romane Miradoli       | 8     | 2009 | 2014 | 1        | 2       | 3            | 1      | 1       |
| Anne-Sophie Barthet   | 7     | 2005 | 2007 | 3        | 0       | 2            | 2      | 1       |
| Olivia Bertrand       | 7     | 2004 | 2009 | 1        | 4       | 1            | 1      | 0       |
| Jéromine Géroudet     | 7     | 2005 | 2010 | 1        | 1       | 0            | 3      | 2       |
| Clarisse Brèche       | 6     | 2014 | 2022 | 0        | 3       | 2            | 0      | 1       |
| Chiara Pogneaux       | 6     | 2016 | 2023 | 0        | 1       | 1            | 4      | 0       |
| Tifany Roux           | 6     | 2010 | 2017 | 1        | 1       | 2            | 2      | 0       |
| Marie Marchand-Arvier | 5     | 2003 | 2004 | 1        | 1       | 1            | 0      | 2       |
| Adeline Baud          | 5     | 2007 | 2011 | 1        | 1       | 2            | 0      | 1       |
| June Brand            | 5     | 2023 | 2025 | 0        | 2       | 3            | 0      | 0       |
| Mélanie Dalmasso      | 5     | 2010 | 2013 | 0        | 0       | 1            | 3      | 1       |
| Esther Paslier        | 5     | 2017 | 2018 | 2        | 2       | 0            | 0      | 1       |
| Jennifer Piot         | 5     | 2009 | 2013 | 2        | 2       | 0            | 0      | 1       |

Avec l'impressionnant total de 18 titres, Estelle Alphand possède le plus grand nombre de titres de Championne de France (des jeunes). Elle a remporté au moins 3 titres dans chacune des 5 disciplines. Estelle Alphand, Romane Miradoli et Garance Meyer sont les seules à avoir réussi à remporter au moins un titre dans chaque spécialité. Par ailleurs, Garance Meyer est la seule à avoir remporté tous les titres (5) de sa catégorie la même année (2022 en U18).
Clara Direz a remporté le plus grand nombre d'épreuves dans une même discipline, avec ses 6 victoires en slalom géant. Elle est la seule à avoir remporté 4 fois le titre d'une spécialité dans la même catégorie d'âge : le slalom géant en juniors entre 2012 et 2016.